# Teateråret 1929

## Händelser

### Juni
- 21 juni - Djurgårdsteatern i Stockholm, Sverige brinner ner [1].

### Okänt datum
- Björn Hodell blir chef och konstnärlig ledare för Södra teatern i Stockholm
- Det Nye Teater i Oslo öppnas[2]

## Årets uppsättningar

### Mars
- 30 mars - Anna Wahlenbergs pjäs Trollens fosterdotter har urpremiär på Nytorgsteatern i Stockholm [3].

### Oktober
- 17 oktober - August Strindbergs pjäs Himmelrikets nycklar eller Sankte Per vandrar på Jorden har Sverigepremiär i SR [4].

### Okänt datum
- Bertolt Brecht och Kurt Weills opera Tolvskillingsoperan (Die Dreigroschenoper) har svensk premiär på Komediteatern i Stockholm
- Vilhelm Mobergs pjäs Marknadsafton uruppförs i Sveriges Radio.
- Charles-Anatole Le Querrec pjäs Un trou dans le mur uruppfördes på Michodiére i Paris

## Avlidna
- 12 februari – Lillie Langtry, 75, brittisk skådespelare.
- 19 augusti – Sergej Djagilev, 57, rysk balettchef och impressario.
- 18 oktober – Gustaf Ranft, 73, svensk skådespelare.
- 1 november – Ernst Bach, 53, tysk dramatiker.